# Abu Musab al-Zarkavi
Abu Musab al-Zarkavi, jordanski terorist, * 20. oktober 1966, Aman, Jordanija, † 7. junij 2006, Hibhib, Irak.
Al-Zarkavi je postal znan med okupacijo Iraka, ko je postal vodja uporniških skupin in vodja Al Kaide v Iraku, združene v Svet šure mudžahedinov.
Ubit je bil 7. junija 2006 v raketnem napadu, ko sta dve letali Vojnega letalstva ZDA odvrgli dva vodljiva izstrelka (GBU-12 Paveway II in GBU-38), ki sta uničili hišo, kjer se je skrival. Ob prihodu enot Nove iraške kopenske vojske in Kopenske vojske ZDA je bil al-Zarkavi še živ, a je kmalu umrl zaradi posledic ran.
Njegova žena je prepričana, da je bila njegova smrt posledica dogovora med iraškimi suniti, voditelji Al Kajde, pakistanskimi in ameriškimi obveščevalnimi službami, ki so v zameno za počasnejše iskanje vodje Al Kajde, Osamo bin Ladna, dobile lokacijo al-Zarkavija. Voditelji Al Kajde naj bi se ga hoteli znebiti tudi zaradi njegovega delovanja proti šiitom in terorističnih napadov proti civilistom.